# Jurinea suidunensis
Jurinea suidunensis là một loài thực vật có hoa trong họ Cúc. Loài này được Korsh. mô tả khoa học đầu tiên năm 1894.